# Joseph Franciscus Dorpmans
Joseph Franciscus Dorpmans (Arnhem, 1925. július 6. – Arnhem, 2014. február 28.) holland nemzetközi labdarúgó-játékvezető. Ismert nemzetközi neve Jef Dorpmans.

## Pályafutása

### Labdarúgóként
A második világháború után 1951-ig labdarúgóként sportolt.

### Labdarúgó-játékvezetőként

#### Nemzeti játékvezetés
A játékvezetői vizsgát 1941-ben tette le, 1967-ben lett az I. Liga játékvezetője. Az aktív nemzeti játékvezetéstől 1972-ben vonult vissza.

#### Nemzetközi játékvezetés
A  Holland labdarúgó-szövetség Játékvezető Bizottsága (JB) 1967-ben terjesztette fel nemzetközi játékvezetőnek, a Nemzetközi Labdarúgó-szövetség (FIFA) bíróinak keretébe. Több nemzetek közötti válogatott és klubmérkőzést vezetett, illetve működő társának partbíróként segített. Az aktív nemzetközi játékvezetéstől 1972-ben  búcsúzott. Válogatott mérkőzéseinek száma: 3.

##### Brit Bajnokság
1882-ben az Egyesült Királyság brit tagállamainak négy szövetség úgy döntött, hogy létrehoznak egy évente megrendezésre kerülő bajnokságot egymás között. Az utolsó bajnoki idényt 1983-ban tartották meg.
| Időpont         | Helyszín                | Mérkőzés típusa | Mérkőzés      | Eredmény | Nézők száma |
| --------------- | ----------------------- | --------------- | ------------- | -------- | ----------- |
| 1971. május 22. | Wembley Stadion, London | csoportmérkőzés | Anglia–Skócia | 3 : 1    | 91 469      |